# Adolfo Agorio
Adolfo Agorio Etcheverry (Montevideo, 15 de septiembre de 1888-Montevideo, 19 de abril de 1965) fue un ensayista, crítico teatral, catedrático y periodista uruguayo.

## Biografía
Dio sus primeros pasos en el periodismo en El Estudiante, revista universitaria, donde sus artículos merecieron los elogios de Rodó. Colaboró en La Razón de Samuel Blixen y en El Liberal, dirigido por Belén de Sárraga. 
Sus primeros artículos para diario los publicó en La Tribuna Popular. 
En 1910 fundó en Buenos Aires un diario de literatura y política para la colectividad uruguaya (El Oriental) que tuvo poca vida. 
En 1914 Batlle y Ordóñez lo invita a colaborar en El Día, donde escribe con el seudónimo de Jacob.
Fue colaborador del periódico parisino L'Eclair, de La Nación de Buenos Aires y de La Mañana de Montevideo.

## Obra
- La Fragua (apuntes de la guerra europea) (1915).
- Fuerza y Derecho. Aspectos morales de la gran guerra (1916).
- L´Amérique Latine et la France (1917).
- La sombra de Europa (1917).
- La rishi abura (1919).
- Ataraxia (1923).
- Bajo la mirada de Lenin (1925).
- Roma y el espíritu de occidente (1934).
- Introducción al humanismo  (1941).
- Civilizadores. El drama de los gauchos éuskaros en el Río de la Plata (1947).
- Leoncio Lasso de la Vega y la sombra del diablo (1957).